# Amos Oz
Amos Oz (hebreo, עָמוֹס עוֹז; Jerusalén, 4 de mayo de 1939-Tel Aviv, 28 de diciembre del 2018), registrado al nacer con el nombre Amos Klausner, fue un escritor, novelista y periodista israelí, considerado como uno de los más importantes escritores contemporáneos en hebreo.

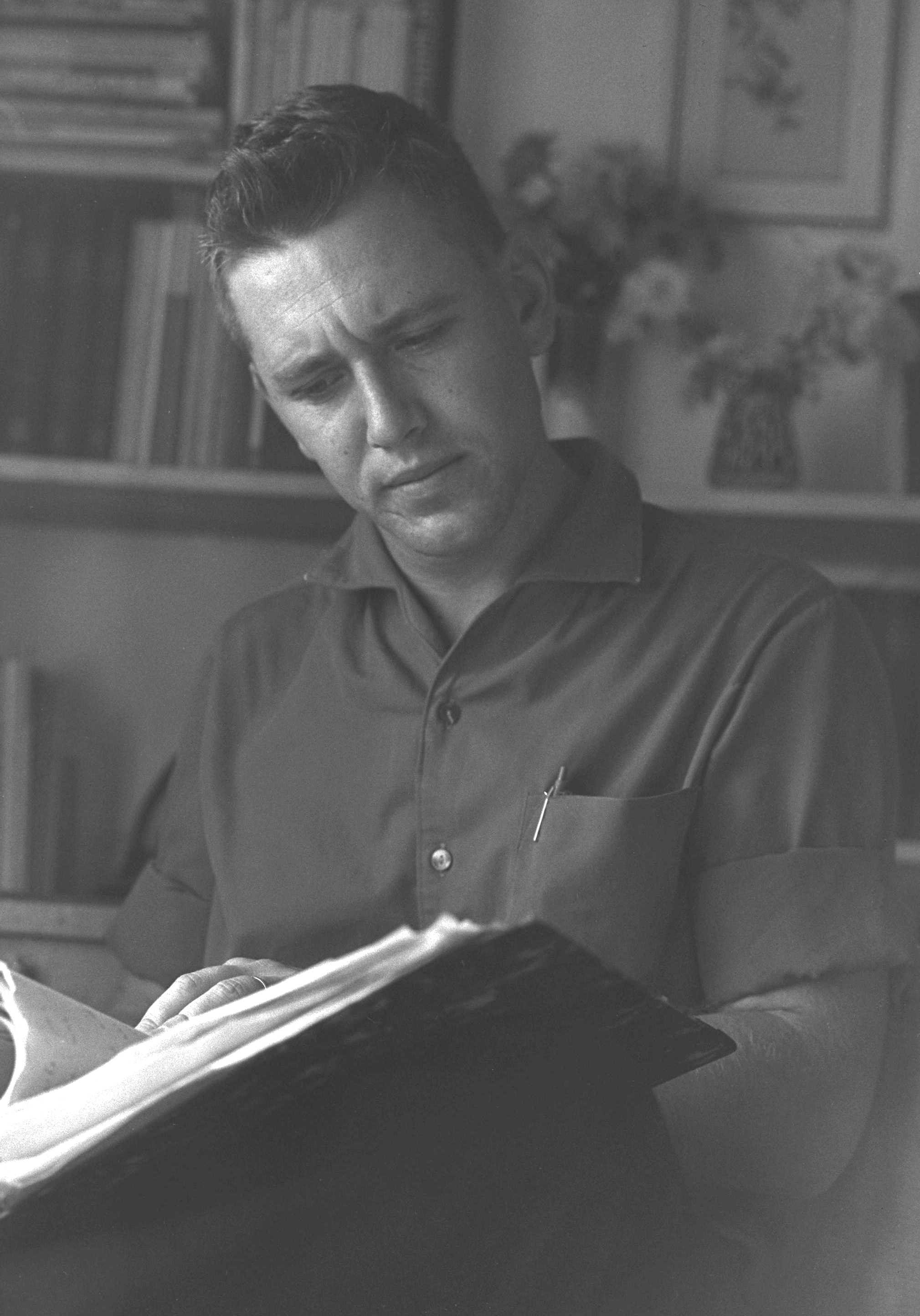
Amoz Oz en 1965

Por su trayectoria literaria obtuvo el Premio Israel de Literatura (1988), el Premio Goethe de Literatura (2005) por su libro autobiográfico Una historia de amor y oscuridad y fue candidato varios años consecutivos al Premio Nobel de Literatura. Fue uno de los fundadores del movimiento pacifista israelí Shalom Ajshav (Paz Ahora). Fue profesor de literatura en la Universidad Ben-Gurión de Beer Sheba, en el Néguev y miembro de la Academia Europea de Ciencias y Artes. En el 2007 recibió el Premio Príncipe de Asturias de las Letras.
Sus escritos exploran los conflictos y las angustias de la sociedad israelí contemporánea y, más concretamente, las tensiones y presiones que soportan las personas por la ideología, las fronteras geográficas y el pasado histórico brutal.

## Biografía

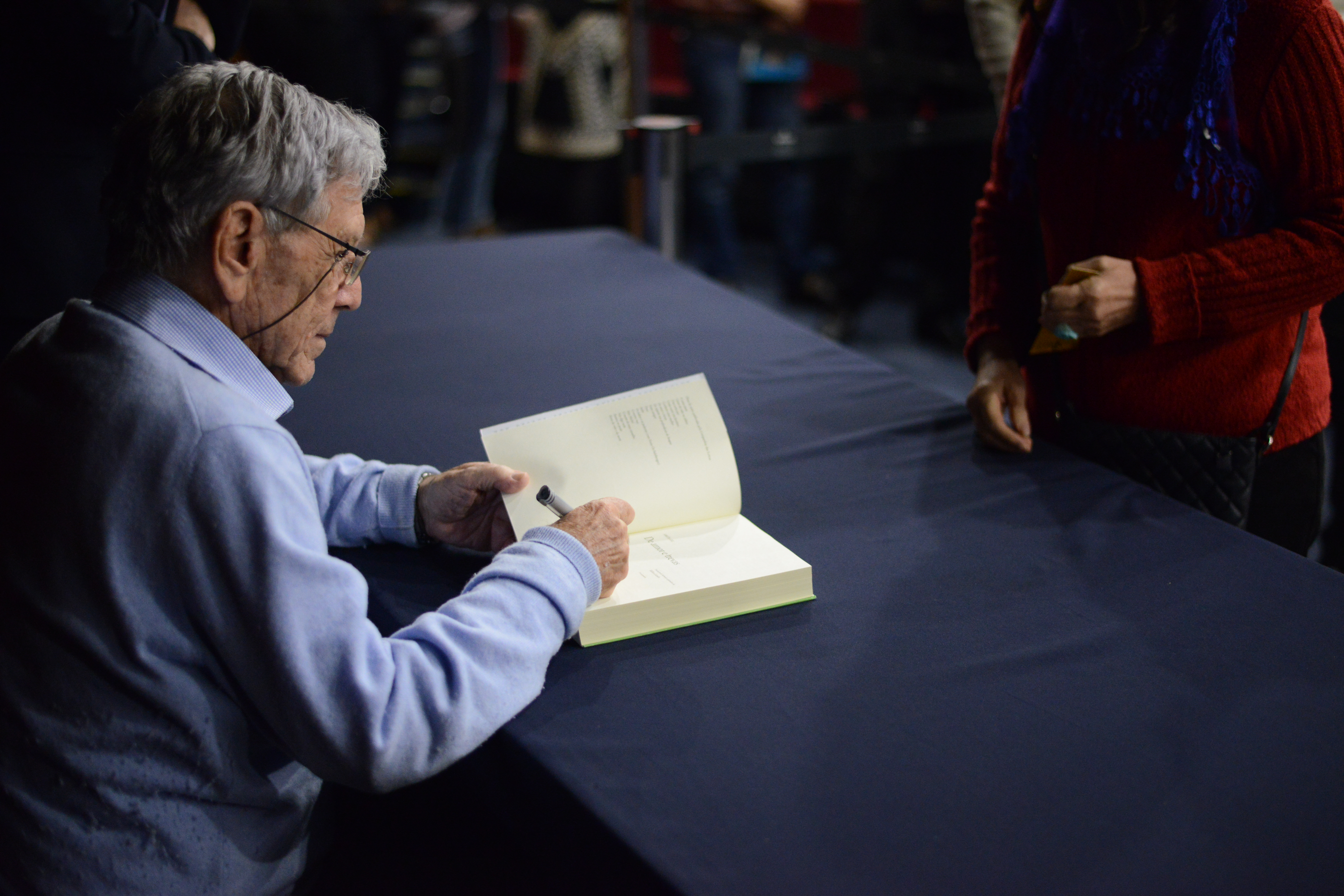
Durante una firma de libros en el encuentro Fronteiras do Pensamento celebrado en Porto Alegre en 2017

Era hijo de Yehuda Arie Klausner, nacido en Lituania, y de Fania Mussman, natural de Rivne, en esa época parte de Polonia y actualmente de Ucrania. En 1917, sus padres huyeron de Odesa a Vilna, y de allí en 1933 al Mandato Británico de Palestina. Su madre, que sufría depresión, se suicidó cuando Oz tenía doce años.
A los catorce años entró en el kibutz Hulda. En esas fechas, cambió su apellido a Oz, que en hebreo quiere decir «coraje». Mientras estudiaba literatura y filosofía en la Universidad Hebrea de Jerusalén entre 1960 y 1963, publicó sus primeros cuentos cortos. Estudió también en la Universidad de Oxford. Desde 1991 fue miembro de la Academia del Idioma Hebreo.

"El kibutz fue un gran intento de cambiar la naturaleza humana, pero es imposible porque no puede cambiarse. (...) Era naif pensar que si todos visten y trabajan lo mismo, saldrán personas mejores sin egoísmo, celos, etc. Era un sueño".
Amoz Oz (2017) 

Participó en la guerra de los Seis Días y en la guerra de Yom Kipur y fundó en los 70, junto a otros, el movimiento pacifista Shalom Ajshav («Paz Ahora»). 

"No digo que los palestinos son muy buenos y los israelíes muy malos. Los palestinos luchan dos guerras al mismo tiempo. Una para lograr su libertad y es justa. La otra no lo es, porque es para que los israelíes no estemos aquí y si es necesario lucharía con un fusil para evitarlo."
Amos Oz (2017) 

Escribió 18 libros en hebreo y alrededor de 450 artículos y ensayos. Sus obras han sido traducidas a más de treinta lenguas, entre ellas el español.
En su libro Las voces de Israel, se encuentra una entrevista de un extremista de derecha israelí que varios autores como Israel Shamir han relacionado con Ariel Sharón. Según el periódico francés Le Monde Diplomatique, la entrevista no sería de Sharon.
Oz fue uno de los intelectuales más eminentes de la izquierda israelí. Pronunció sus opiniones contra los asentamientos israelíes en los territorios palestinos, tal como sus opiniones social demócratas y pacifistas en varios periódicos israelíes, como Ha'aretz y Yedioth Ahronoth. Era un miembro del partido social demócrata pacifista Meretz. Condenó algunas operaciones de las Fuerzas de Defensa Israelíes durante el Conflicto de la Franja de Gaza de 2008-2009 y las llamó crímenes de guerra.

"Me han llamado muchas veces traidor pero para mí es una muestra de excelencia. Es una medalla que me pongo en el cuello de mi camisa junto a la distinción de la Legión de Honor que me dio el presidente francés Chirac. Tiene más honor estar en el club de las personas a las que llaman traidor que en el de los que nunca fueron llamados así."
Amos Oz (2017) 

En 2015 afirmó que la supervivencia del Estado de Israel requiere la creación de un Estado Palestino independiente y que la coexistencia de ambos Estados es el camino hacia la paz en la región.

"No hay otra solución porque los palestinos no se van a ir, no tienen adónde. Los judíos israelíes tampoco nos vamos a ningún lugar, no tenemos adónde. No podemos ser una gran y alegre familia porque no somos una familia. Somos dos familias muy infelices. Debemos dividir la casa en dos apartamentos más pequeños. No hay otra opción."
Amos Oz (2017) 

## Creación
Aparte de algunas pequeñas publicaciones en el boletín kibutz, no publicó nada hasta los 22 años, luego comenzó a publicar historias. El archivo de sus primeros cuentos Chacales Howl se publicó en 1965. Su primera novela, Otro lugar, salió a luz en 1966, y desde entonces no dejó de escribir y publicó varias novelas, una colección de cuentos, obras de no ficción, así como numerosos ensayos y artículos de opinión sobre la política, la literatura y la paz, publicados en medios como Yediot Ahronot, Arriba, Tierra y The New York Times. Sus obras se tradujeron a más de 35 idiomas.
La novela Mi Michael, publicada en 1968, se tradujo a una treintena de idiomas. El libro describe la historia de amor de una niña y su matrimonio en Jerusalén en el contexto de los años cincuenta. Se las arregla para penetrar en los misterios del mundo de la mujer, Hannah, y supervisa las pesadillas cada vez que aparecen. Mientras, el lector se introduce en la atmósfera de Jerusalén, barrios y callejones. En el 2002, publicó Una historia de amor y oscuridad, obra autobiográfica que se convirtió en un superventas internacional.
En Recuadro negro, señala su carácter único y el valor de cada uno de los personajes utilizando sólo palabras. Los personajes son muy diferentes entre sí, y pasan por los procesos reflejados en la correspondencia entre ellos y sobre ellos con el desarrollo de la trama.
Falleció en Tel Aviv, donde llevaba tiempo residiendo, a los 79 años el 28 de diciembre de 2018 de cáncer.

## Obra literaria

### Autobiografía novelada
- Una historia de amor y oscuridad (2003) Círculo de Lectores: ISBN 978-84-672-2199-2

### Novelas
- Quizás en otra parte (1966)
- Mi querido Mijael (1968) Nuevas Ediciones de Bolsillo: ISBN 978-84-8346-124-2
- Hasta la muerte (1971) reúne dos novelas cortas: Amor tardío y la que da nombre al volumen; tr.: Raquel García Lozano, Siruela, Madrid, 2009, ISBN 978-84-9841-317-5
- Tocar el agua, tocar el viento (1973)
- Un descanso verdadero (1982), tr.: Raquel García Lozano, Siruela, Madrid, 2007, ISBN 978-84-7844-238-6
- Las mujeres de Yoel (1985) Grijalbo: ISBN 978-84-253-2211-2
- La caja negra (1987), tr.: Gracia Rodríguez; Mondadori, 1999, ISBN 978-84-397-0335-8 (Siruela, 2008, ISBN 978-84-9841-219-2)
- Conocer a una mujer (1989); tr.: Raquel García Lozano, Siruela, Madrid, 2012, ISBN 978-84-9841-823-1
- Fima (1991), tr.: Raquel García Lozano, Siruela, Madrid, 2007, ISBN 978-84-9841-108-9
- No digas noche (1994) Ediciones Siruela: ISBN 978-84-9841-142-3
- Una pantera en el sótano (1995) Trad. hebreo: Marta  Lapides, Sonia de Pedro y Raquel García Lozano. Ediciones Siruela: ISBN 978-84-9841-141-6 / 84-7844-428-9
- De repente en lo profundo del bosque (2005), tr.: Raquel García Lozano; Nuevas Ediciones de Bolsillo, ISBN 978-84-8346-375-8 (Siruela, 2007, ISBN 978-84-7844-946-0)
- Versos de vida y muerte (2007), tr.: Raquel García Lozano, Siruela, Madrid, 2008, ISBN 978-84-9841-155-3
- Entre amigos (2013), tr.: Raquel García Lozano, Siruela, Madrid, 2013, 978-84-9841-718-0
- Judas (2014), tr.: Raquel García Lozano, Siruela, Madrid, 2015, ISBN 978-84-16465-14-9

### Prosa y poesía
- El mismo mar (1998), tr.: Raquel García Lozano, Siruela, Madrid, 2002 (3ª edición: ISBN 978-84-7844-959-0

### Cuentos
- Donde aúllan los chacales y otros cuentos (1965)
- La colina del mal consejo (1976) reúne tres relatos: el que da título al libro, El señor Levi y Nostalgia; tr.: Raquel García Lozano, Siruela, Madrid, 2011, ISBN 978-84-9841-433-2
- La bicicleta de Sumji (1978), juvenil; tr.: Miguel Martínez-Lage; Nuevas Ediciones de Bolsillo, 2006, ISBN 978-84-8346-123-5 (Siruela, 2007, ISBN 978-84-7844-844-9)
- Escenas de la vida rural (2009) reúne ocho relatos; tr.: Raquel García Lozano, Siruela, Madrid, 2010, ISBN 978-84-9841-377-9

### Ensayo
- Bajo esta luz violenta (1978)
- En la tierra de Israel: ensayos sobre política publicados (1983)
- Las voces de Israel (1986) El Aleph Editores: ISBN 978-84-85501-99-1
- La cuesta del Líbano (1987)
- Israel, Palestina y la Paz: Ensayos (1994)
- Toda nuestra esperanza (1998)
- La historia comienza: ensayos sobre literatura (1999) Ediciones Siruela: ISBN 978-84-9841-041-9
- Porque son diferentes estas dos guerras (2002)
- Contra el fanatismo (2006), tra.: Daniel Sarasola, Siruela, Madrid, 2007, ISBN 978-84-7844-708-4

## Premios y reconocimientos literarios
- 1988 – Premio Israelí de Literatura
- 1991 – Académico de la Lengua Hebrea
- 1992 – Premio de la Paz del Comercio Librero Alemán (Friedenspreis des Deutschen Buchhandels)
- 1997 – Caballero de la Cruz de la Legión de Honor (Francia)
- 2002 – Premio Libertad de Expresión (Noruega)
- 2002 – Medalla Internacional de la Tolerancia (Polonia)
- 2004 - Premi Internacional Cataluña de la Generalidad de Cataluña
- 2005 – Premio Goethe de la ciudad de Fráncfort del Meno
- 2007 – Premio Príncipe de Asturias de las Letras
- 2013 - Premio Franz Kafka[14]
- 2014 - Gran Cruz de la Orden del Mérito Civil[15]